# Самолыго, Игорь Юрьевич
Игорь Юрьевич Самолыго (род. 26 марта 1970 года) — российский художник-иконописец, член-корреспондент РАХ (2022).

## Биография
Родился 26 марта 1970 года в Брянске, живёт и работает в Москве.
В 1989 году — окончил Брянское художественное училище.
В 1998 году — окончил Московский государственный академический художественный институт имени В. И. Сурикова, где учился у Е. Н. Максимова; стажировка в Творческой мастерской монументальной живописи РАХ (2001-2004 гг.), под руководством Е. Н. Максимова.
Профессор, заместитель заведующего кафедры монументального искусства (с 1999 года) факультета церковных художеств Православного Свято-Тихоновского гуманитарного университета.
С 2011 года — член Московского Союза художников.
В 2022 году — избран членом-корреспондентом Российской академии художеств от Отделения живописи и монументального искусства.

## Творческая деятельность
Живописец, художник монументального искусства.
Основные монументальные произведения: росписи храма Живоначальной Троицы в Вишняках (Москва, 1998—2022); роспись притвора храма святителя Николая в Кузнецах (Москва, 2003); росписи храма Петра и Павла в Ясеневе (Москва, 2003—2004); росписи и мозаики храма Архангела Михаила (Пущино, 2004—2006, 2008—2010); росписи и мозаики храма священномученика Петра (Полянского) при православной традиционной Свято-Петровской гимназии (Москва, 2008—2011); росписи и мозаики Свято-Никольского собора ставропигиального Покровского женского Хотькова монастыря (Хотьково, 2013—2019); росписи храма Святого равноапостольного князя Владимира Московского епархиального дома (Москва, 2014—2015); росписи Покровского храма (Горошково, 2019—2020); роспись в больнице святителя Алексея (Москва, 2021); роспись храма Новомученников Российских при православной традиционной Свято-Петровской гимназии (Москва, 2022—2023).
Принимал участие в росписи храма Христа Спасителя под руководством Е. Н. Максимова (2000—2002).
Участник выставок, в том числе «Пречистому Образу Твоему оклоняемся, Благий» в Московской центральной художественной школе (2011), «Монументальное искусство в Церкви» в Московском доме художника (2022), «Связь времён» в Музейно-выставочном комплексе Галерее искусств Зураба Церетели (Москва, 2024).

## Награды
- Орден Преподобного Сергия Радонежского III степени (1999) — за росписи северного и западного куполов в Храме Христа Спасителя
- Орден преподобного Сергия Радонежского III степени (2000) — за многолетнюю преподавательскую деятельность в Православном Свято-Тихоновском гуманитарном университете
- Орден Преподобного Серафима Саровского II степени (2014) — за многолетнюю преподавательскую деятельность в Православном Свято-Тихоновском гуманитарном университете
- Медаль преподобного Андрея Рублева (2016) — за росписи Князь-Владимирского храма Московского епархиального дома
- Благодарность Министерства культуры Российской Федерации (2021)) — за большой вклад в культуру и многолетнюю плодотворную деятельность

Награды РАХ
- Серебряная медаль РАХ (2001) — за икону «Василий Блаженный и Матрона Московская» для Трапезных палат Храма Христа Спасителя в Москве
- Золотая медаль РАХ (2020) — за росписи Никольского собора ставропигиального Хотькова женского монастыря